# ماريا سانتوس
ماريا سانتوس (بالإسبانية: María Santos)، ممثلة أرجنتينية. لعبت دور البطولة  في عام 1943 في فيلم ستيلا من إخراج بنيتو بيروخو. من بين أبرز أدوارها أيضًا أفلام: المعلّم ليفيتا (1938)، الهروب (1937)، وأفعى الجرسية (1948).

## مختارات من أعمالها السينمائية
- الهروب (1937)
- أنغام من أمريكا (1941)
- سبع نساء (1944)
- لوراتشا (1946)
- قصة امرأة سيئة (1948)
- الفخ (1949)

## وصلات خارجية
- ماريا سانتوس على موقع IMDb (الإنجليزية)